# 王国和
王国和（1965年1月—），汉族，河南尉氏人，1986年1月加入中共，1986年7月参加工作，中央党校研究生学历，工程硕士。1984年进入开封师范专科学校数学专业学习。现任中共昌吉回族自治州党委书记。

## 简历
2011年7月，任中共乌鲁木齐市水磨沟区委书记；2015年4月，任中共天山区委书记；2016年1月，任乌鲁木齐市人大常委会副主任，中共天山区委书记；2016年9月，任中共乌鲁木齐市委常委、秘书长、天山区委书记；2017年6月，任中共乌鲁木齐市委副书记、秘书长、天山区委书记；
2018年1月，任中共昌吉回族自治州党委书记。